# Falles 2015

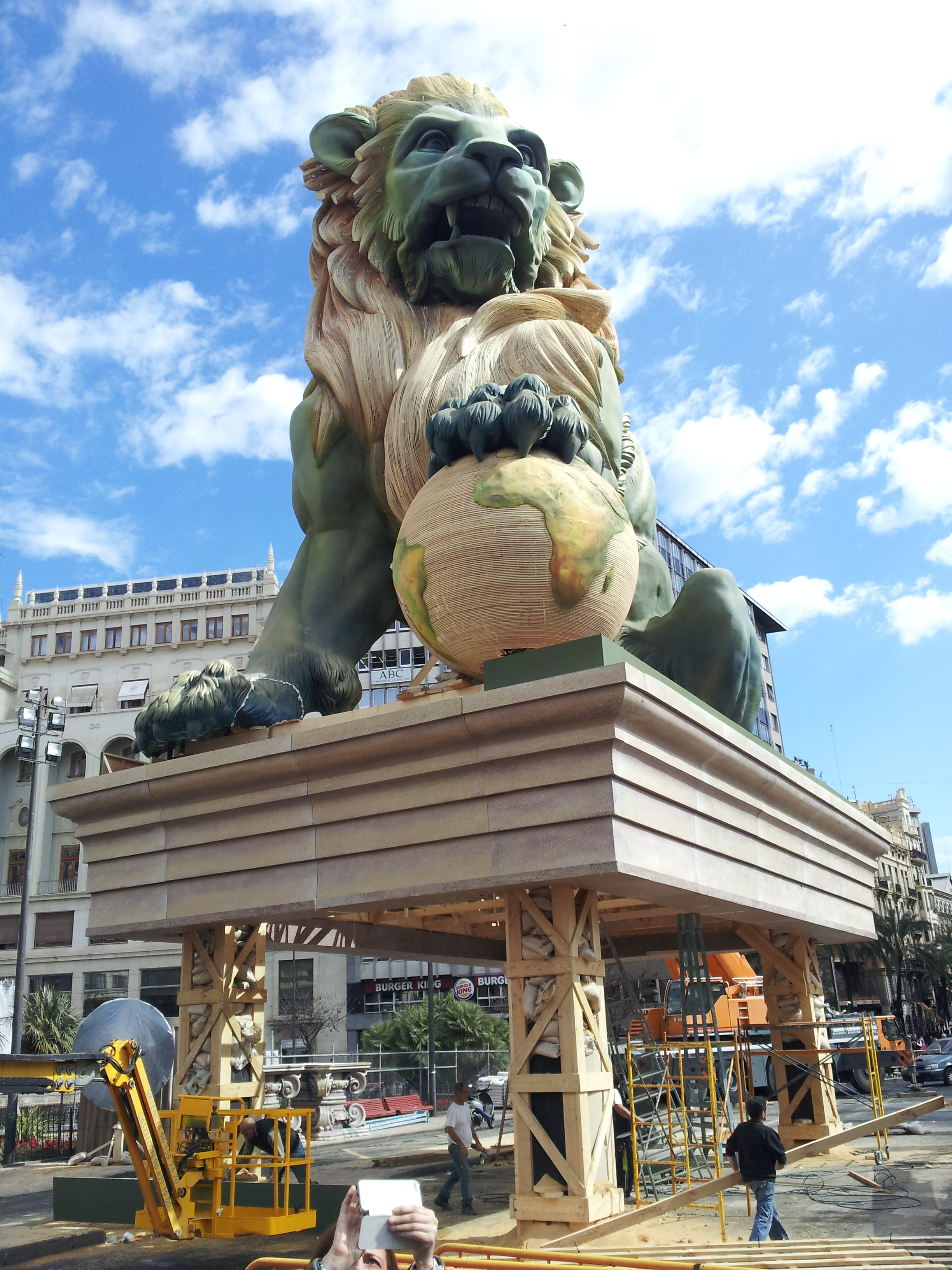
Plantà de la falla de la Plaça de l'Ajuntament. Manolo Garcia repetix aquell any en la falla consistorial amb un dels lleons del Congrés dels Diputats de 20 metres d'alçada.

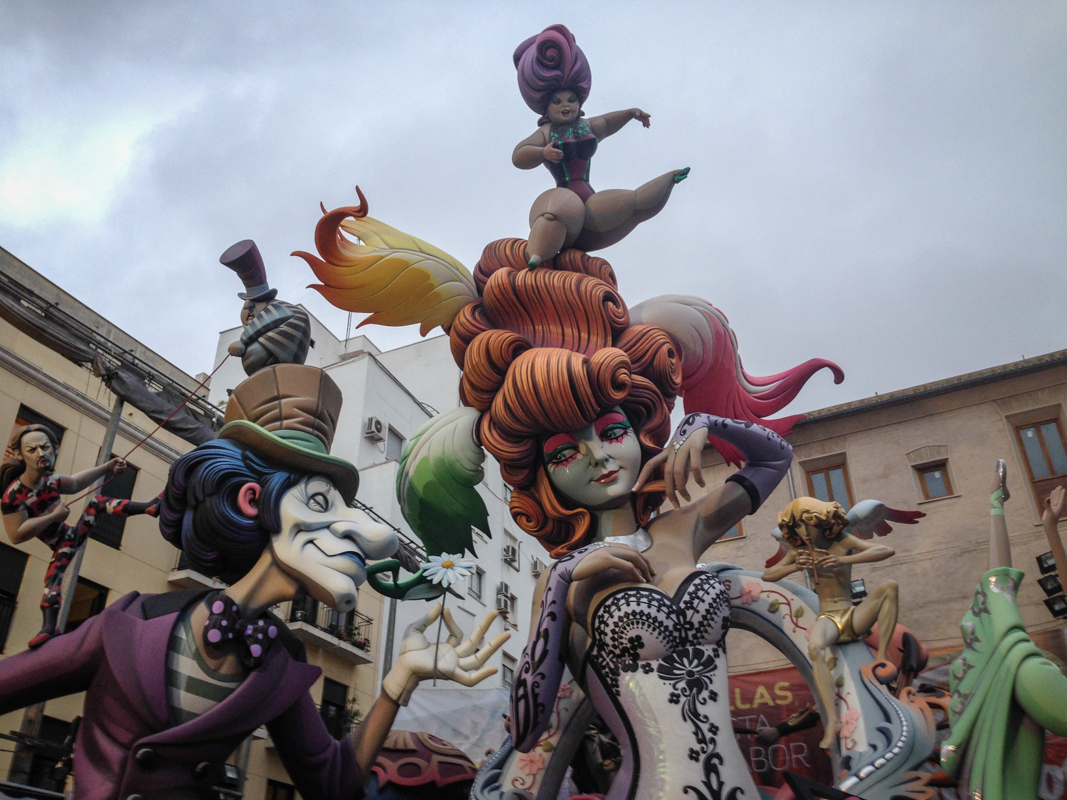
Pere Baenas aconseguix el primer premi per segon any consecutiu a la Falla del Pilar.

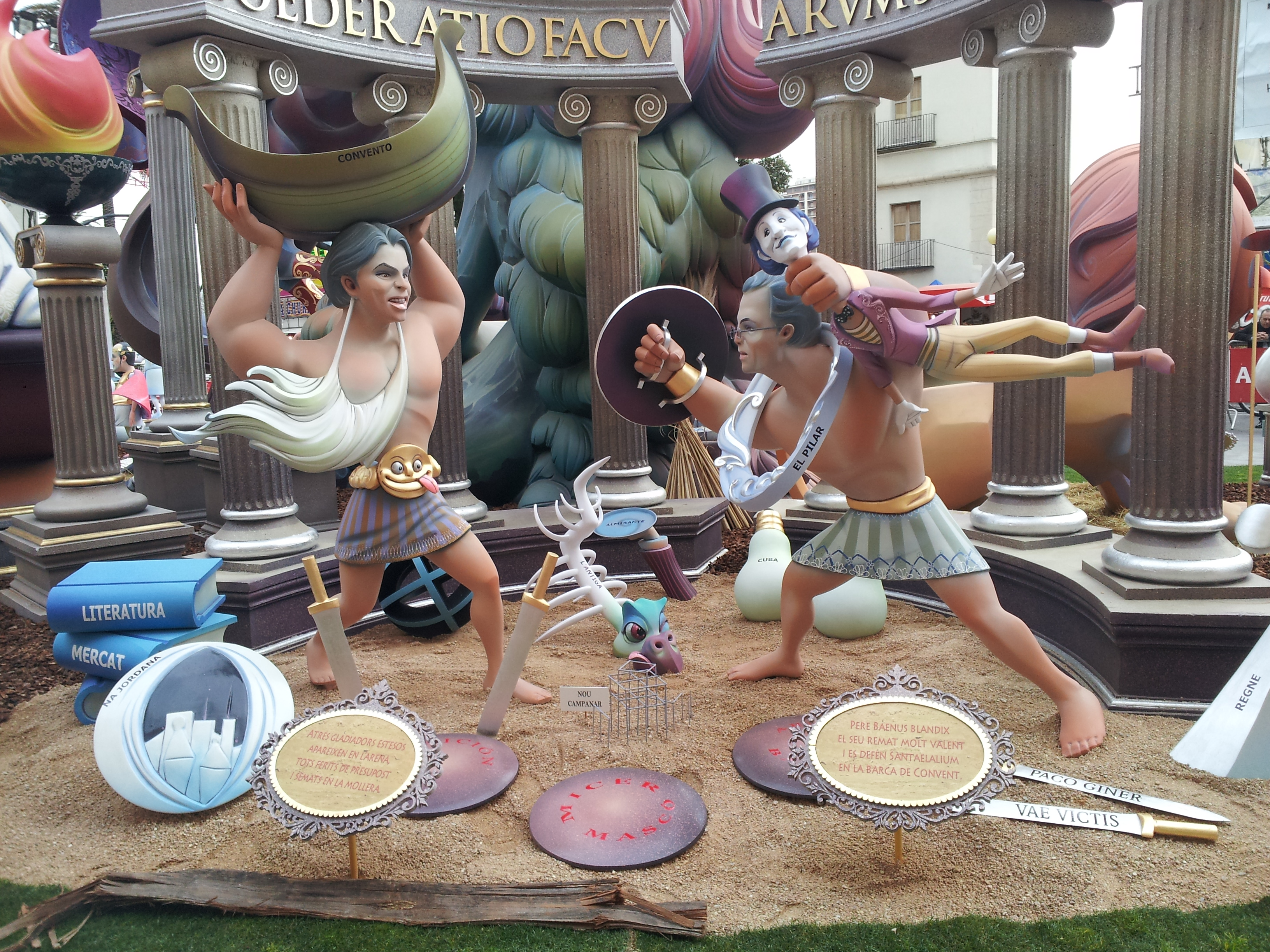
Tot i que esta escena de la Falla Exposició preveiera una lluita entre Pere Baenas (El Pilar) i Pedro Santaeulàlia (Convent), finalment El Pilar va endur-se el primer premi i l'Antiga de Campanar el segon, quedant Convent tercera.

Les Falles de València de l'any 2015 se celebraran del 15 al 19 de març. Na Jordana va aconseguir el tercer ninot indultat a la categoria infantil en cinc anys, amb una obra de Joan S. Blanch, que també va guanyar el mateix guardó amb la mateixa comissió l'any anterior.

## La Crida
L'acte on la Fallera Major de València anuncia l'inici de les falles va realitzar-se el 22 de febrer de 2015. Este any l'acte va destacar per l'intent de l'alcaldessa de València, Rita Barberà, per realitzar el seu discurs en valencià, donant com a resultat un parlament ple d'errades gramaticals, frases incloncluses i castellanismes evidents que va ser criticat i parodiat a internet. Una de les paraules més repetides al discurs, el caloret (per la caloreta), va ser trending topic a les xàrcies socials i motiu de diferents mem. Per la seua banda, Barberà demanà disculpes l'endemà i atribuí el surrealista discurs al fet de quedar-se en blanc i no saber què dir. L'Acadèmia Valenciana de la Llengua va aprofitar l'avinentesa per a recordar que caloret és una paraula que no existix, tot preferint caloreta, calforeta o calentoreta, totes femenines.

## El caloret
La viralitat de la frase de Barberà va continuar durant el mes faller, i fou motiu de paròdia en algunes de les carrosses de la cavalcada del ninot, celebrada el diumenge 1 de març. Aquell mateix dia es va fer la primera mascletà a la Plaça de l'Ajuntament de València, en què membres del Partit Popular de la Comunitat Valenciana van repartir unes xapes amb la inscripció I love caloret faller, en un intent de capgirar l'errada de l'Alcaldessa de València presentant-la com un factor humanitzador de la seua figura.

## Premis al monument a secció especial
| Premi     | Comissió                                         |
| --------- | ------------------------------------------------ |
| 1r premi  | Falla 34 - Plaça del Pilar                       |
| 2n premi  | Falla 197 - Monestir de Poblet-Aparicio Albiñana |
| 3r premi  | Falla 12 - Convent Jerusalem-Matemàtic Marçal    |
| 4t premi  | Falla 22 - Exposició-Misser Mascó                |
| 5è premi  | Falla 1 - Plaça del Mercat                       |
| 6è premi  | Falla 14 - Almirall Cadarso-Comte d'Altea        |
| 7è premi  | Falla 177 - Sueca-Literat Azorín                 |
| 8è premi  | Falla 28 - Cuba-Literat Azorín                   |
| 9è premi  | Falla 187 - Regne de València-Duc de Calàbria    |
| 10è premi | Falla 9 - Plaça de Na Jordana                    |
| 11è premi | Falla 112 - Malvarrosa-A. Ponz-Cabite            |

### Premi d'enginy i gràcia
| Premi    | Comissió                                         |
| -------- | ------------------------------------------------ |
| 1r premi | Falla 197 - Monestir de Poblet-Aparicio Albiñana |
| 2n premi | Falla 187 - Regne de València-Duc de Calàbria    |
| 3r premi | Falla 34 - Plaça del Pilar                       |

## Premis al monument a secció Primera A
| Premi    | Comissió                                 |
| -------- | ---------------------------------------- |
| 1r premi | Falla 44 - Mestre Gozalbo - Comte Altea  |
| 2n premi | Falla 89 Sant Vicent - Periodista Azzati |
| 3r premi | Falla 84 - Gravador Esteve-Ciril Amorós  |